# Bo fajans

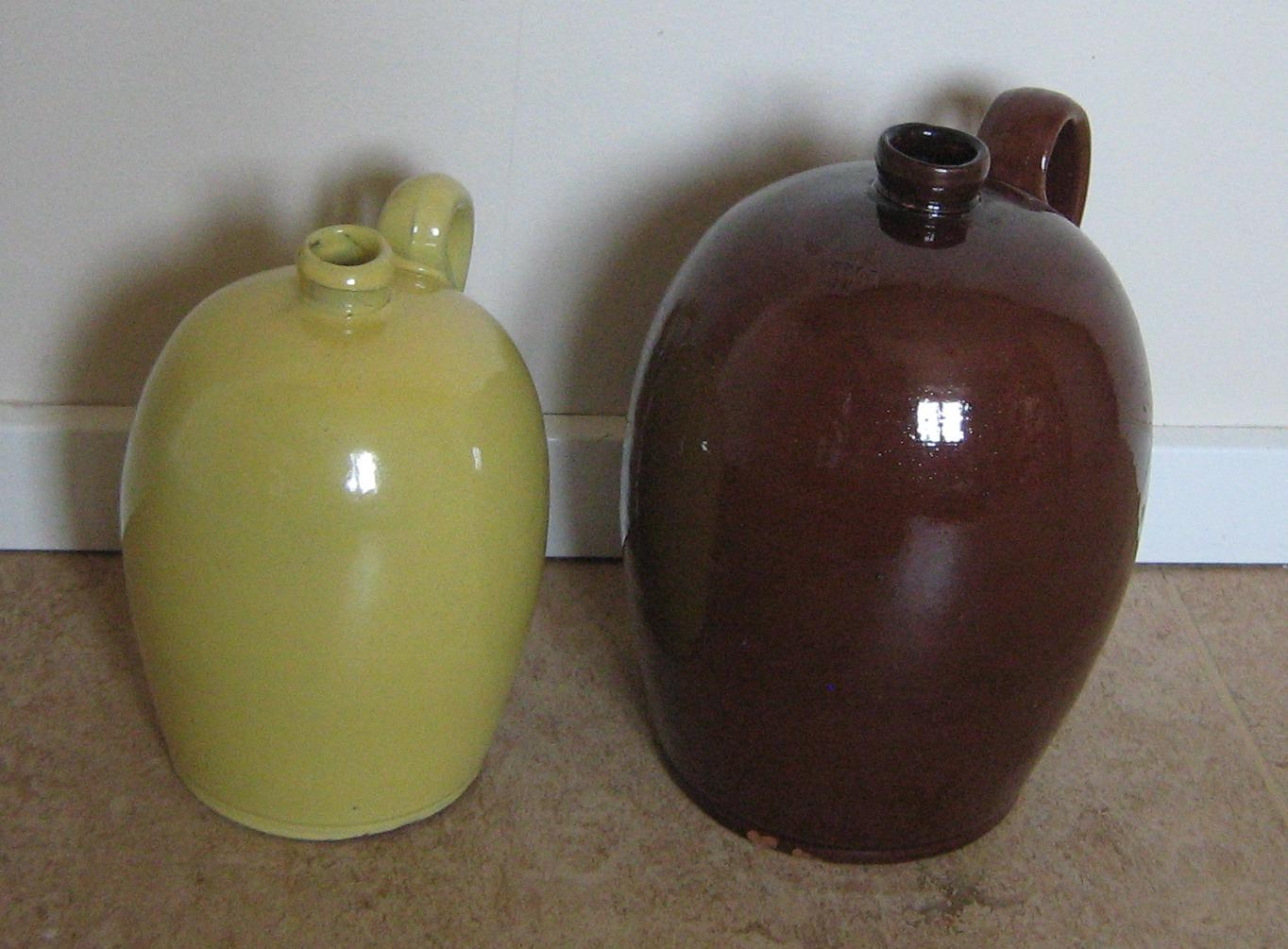
Lergodskrus, Bobergs fajansfabrik, 1/2 och 1 kannas rymd, slutet av 1800-talet.

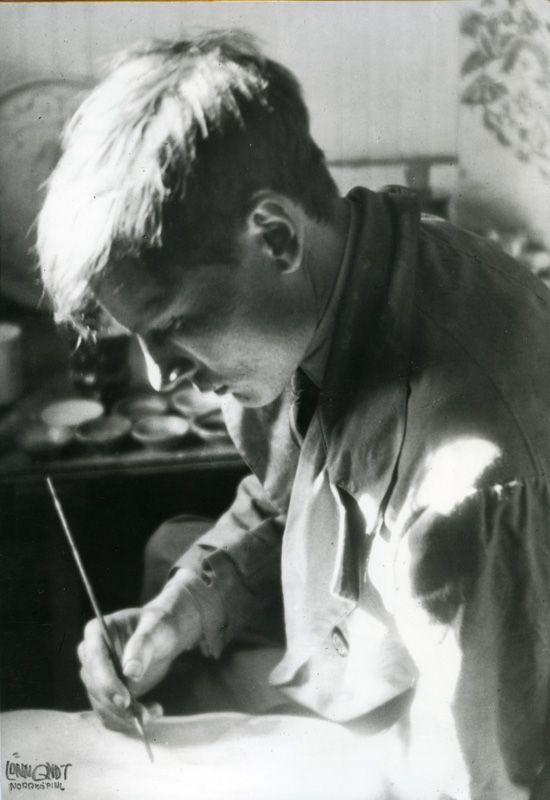
Allan Ebeling i Bobergs fajansfabrik i Gävle, 20-talet.

Bo fajans, eller Bobergs Fajansfabrik AB, var en keramisk fabrik i Gävle, verksam 1874–1967.
Fabriken grundades 1874 av fabrikören Erik Boberg med namnet Bobergs Fajansfabrik AB. Till att börja med tillverkades endast bruksvaror, men från och med Gösta Boberg som formgivare 1910 även konstnärligt, allmogebetonat lergods. Från 1920-talet utvecklade han i samarbete med Gabriel Burmeister, Allan Ebeling, Eva Jancke-Björk och Maggie Wibom ett vidare spektrum av konstgodspjäser bland annat starkeldsgods. Gösta Boberg blev senare fabrikens tekniske chef. 1924 bytte man namn till Bo fajans.
Många kända formgivare som bland andra Gösta Boberg (1910–1940-talet), Allan Ebeling (1921–1927), Gabriel Burmeister (1922–1925), Eva Jancke-Björk (1925–1956), Maggie Wibom (1925–1933), Ewald Dahlskog (1929–1950) och Maud Fredin-Fredholm (1946–1949), Berit Ternell (1951–1957), Lillie Dahlgren (1956–1962), Christina Fiedler-Præstgaard (1958–1966), Tom Wilson (1961–1967) och Lena Brodin (1966–1967) har under årens lopp varit engagerade vid fabriken. Enstaka föremål har även formgetts av Stig Blomberg, Karl Hultström, Ivar Johnsson och Irma Yourstone. Fabriken (som låg i Gävle) stängdes 1967 sedan tillverkningen övertagits av Steninge Lervarufabrik. På platsen ligger nu Lantmäteriets huvudkontor.